# Torrelacárcel
Torrelacárcel község Spanyolországban, Teruel tartományban. Torrelacárcel Alba, Aguatón, Torremocha de Jiloca és Singra községekkel határos. Lakosainak száma 131 fő (2024).

## Népesség
A település népessége az utóbbi években az alábbiak szerint változott:
| Lakosok száma | 281  | 248  | 225  | 231  | 200  | 197  | 169  | 151  | 140  | 131  |
|               | 2001 | 2004 | 2007 | 2009 | 2012 | 2014 | 2017 | 2019 | 2022 | 2024 |